# Gaststätte Engelbergplatz 4
Die Gaststätte Engelbergplatz 4 und Bruchhausener Straße in Bruchhausen-Vilsen stammt vom Ende des 19. Jahrhunderts. Sie wird heute (2022) von einem Restaurant genutzt.
Das Gebäude steht unter Denkmalschutz (siehe auch Liste der Baudenkmale in Bruchhausen-Vilsen).

## Geschichte
Das zweigeschossige sanierte verklinkerte Gebäude mit Krüppelwalmdach, dem markanten Dachhaus mit Fachwerkfassade im Schweizerstil sowie den Fenstern und Türen mit Segmentbögen wurde um 1880 gebaut.
Als Gasthaus Wohlers-Meyer war es bekannt. Das Haus wurde im 21. Jahrhundert um eine Veranda ergänzt. Als Pizzeria war und als Ristorante ist es in Betrieb.